# Johnny Gimble
Johnny Gimble est un musicien américain, né le 30 mai 1926 à Tyler au Texas, et mort le 9 mai 2015.

## Biographie

### Jeunesse
Johnny Gimble grandit à Tyler dans une famille de musiciens. Il apprend à jouer du fiddle durant son enfance. Avec trois de ses frères, il fait partie d'un jug band, The Rose City Swingsters, qui se produit dans le Texas de l'Est. Gimble se perfectionne avec le musicien Cecil Brower (en). Durant la Seconde Guerre mondiale, il est envoyé en Autriche où il occupe un emploi de bureau.

### Carrière musicale
De retour au Texas, Gimble joue avec ses frères au sein des Blues Rustlers. En 1948, il se produit avec The Rhythmaires et est repéré par Bob Wills. Il acquiert de l'expérience en tournant avec son orchestre, les Texas Playboys, durant deux ans et demi, puis en dirigeant l'orchestre du Bob Wills Ranch House, un bar de Dallas appartenant au chef d'orchestre. Il joue également dans l'orchestre de l'émission de radio Big D Jamboree, ce qui lui permet de faire la connaissance du producteur Don Law (en). Il se fait connaître en tant que sideman en accompagnant des chanteurs comme Lefty Frizzell et Marty Robbins en studio. En 1955, le musicien s'établit à Waco, où il présente l'émission musicale Johnny Gimble and the Homefolks. En 1961, Johnny Gimble intègre l'orchestre de l'émission Five Star Jubilee, diffusée par le réseau NBC. Il travaille ensuite avec le chanteur Rex Allen. Devant le succès rencontré par le rock 'n' roll, il abandonne la musique et gagne sa vie durant plusieurs années comme barbier. Gimble se contente alors de jouer durant les week-ends et lors de concours de fiddle.
En 1968, il s'installe à Nashville, où il travaille comme musicien de studio. Il enregistre avec de nombreux artistes, dont Chet Atkins, The Everly Brothers, Merle Haggard, Loretta Lynn, ou encore Willie Nelson. Gimble fait partie du Million Dollar Band (en), qui rassemble les meilleurs musiciens de la ville et se produit souvent dans l'émission de variétés Hee Haw. Il retourne au Texas dans les années 1980.
Gimble enregistre également des albums solo. Sur A Case of the Gimbles, il est accompagné par son fils Dick Gimble à la basse et par sa petite-fille Emily Gimble au piano. Son dernier album, intitulé Celebrating With Friends, est édité en 2010.

### Autres activités
Johnny Gimble apparaît au cinéma en 1980 dans le film Honeysuckle Rose mettant en vedette Willie Nelson. En 1982, il interprète le musicien Bob Wills dans Honkytonk Man de Clint Eastwood.

## Style musical
Johnny Gimble est considéré comme un virtuose du fiddle. Il joue également de la mandoline et du banjo.

## Récompenses
Gimble est nommé instrumentiste de l'année par la Country Music Association de 1975 à 1979. L'Academy of Country Music lui décerne le titre de fiddler of the year à neuf reprises entre 1978 et 1987,. En 1993 et 1995, ses prestations au sein du groupe Asleep at the Wheel sont récompensées par deux Grammy Awards, dans la catégorie « meilleure interprétation country instrumentale » (best country instrumental performance).
En 1994, l'agence culturelle fédérale National Endowment for the Arts (Fonds national pour les arts) lui décerne un National Heritage Fellowship (en), prix récompensant les artistes qui œuvrent dans le domaine des arts populaires et traditionnels.

## Discographie

### Albums
- 1974 : Fiddlin' Around (Capitol)
- 1976 : Texas Dance Party (Columbia)
- 1980 : Johnny Gimble and The Texas Swing Pionners: Still Swingin’ (CMH Records)
- 1981 : The Texas Fiddle Collection (CMH Records)